# アフガニスタン関係記事の一覧
アフガニスタン関係記事の一覧（アフガニスタンかんけいきじのいちらん）

## 人
- アフガニスタンの国家元首の一覧
- アマーヌッラー・ハーン - 首長。国王
- アブドラ・アブドラ - 政治家
- ハフィーズッラー・アミーン - 政治家
- ムハンマド・オマル - 政治家
- アシュラフ・ガニー - 政治家
- ハーミド・カルザイ - 政治家
- バブラク・カールマル - 政治家。共産主義者
- アムルラ・サレ（英語版） - 政治家
- ザーヒル・シャー - 国王
- ムハンマド・ダーウード - 政治家。元同国大統領
- サルワール・ダーニシュ（英語版） - 政治家
- ヌール・ムハンマド・タラキー - 政治家
- サフィア・タルジ（英語版） - ファッションデザイナー。アフガニスタンにおける服飾業界の先駆者であった
- アブドゥッラシード・ドスタム - 軍人。政治家
- ムハンマド・ナジーブッラー - 政治家。元同国大統領で共産主義者
- マンスール・マクシディ（ロシア語版） - 起業家。 
 ウズベキスタン初代大統領イスラム・カリモフの長女グリナラ・カリモヴァの元夫である
- アフマド・シャー・マスード - 政治家
- ブルハーヌッディーン・ラッバーニー - 政治家。タジク人である

## 地理
- アフガニスタン
- アム川
- ガズナ
- カーブル
- カンダハール
- バクトリア
- バーミヤーン
- ヘラート
- ホラーサーン
- マザーリシャリーフ

## 歴史
- アフガニスタン国際戦犯民衆法廷
- アフガニスタン戦争
- アフガン戦争
- アフガン紛争
  - アフガニスタン内戦
  - アメリカのアフガニスタン侵攻
  - ソビエト連邦のアフガニスタン侵攻
- ガズナ朝
- ゴール朝
- 第一次アフガン戦争
- 第二次アフガン戦争
- 第三次アフガン戦争
- ドゥッラーニー朝
- バーラクザイ朝

## 言語・民族
- アラビア語中央アジア方言
- ウズベク人
- タジク人
- ダリー語
- トルクメン人
- ハザーラ人
- パシュトー語
- パシュトゥーン人

## 遺跡
- ジャームのミナレット
- バーミヤン渓谷の文化的景観と古代遺跡群

## 未分類
- アフガニ（通貨単位）
- アフガニスタン人民民主党
- アリアナ・アフガン航空
- アフガン航空相撲
- アルカーイダ
- イラン暦
- ターリバーン
- 中央アジアサッカー協会 - 以前は南アジアサッカー連盟（SAFF）に所属・加盟。（2005～2014迄）
- 北部同盟
- ムジャーヒディーン
- ロヤ・ジルガ
- アフガニスタン女性革命協会
  - パヤム・エ・ザン（英語版） - アフガニスタンで発行されている女性誌の一つ。発行元はアフガニスタン女性革命協会で、誌名は「女性からのメッセージ」を意味する
- ファルクンダ・マリクザダ殺害事件（英語版）